# Озеренжа
Озеренжа, Большая Озеренуса — река в России, протекает по Лодейнопольскому району Ленинградской области.
Исток находится западнее деревни Явшиницы. Течёт на север, пересекает автодорогу 41А-009 (Лодейное Поле — Чудово). Впадает в Оять с левого берега в 87 км от устья последней, в деревне Пойкимо. Длина реки составляет 10 км.

## Данные водного реестра
По данным государственного водного реестра России относится к Балтийскому бассейновому округу, водохозяйственный участок реки — Свирь, речной подбассейн реки — Свирь (включая реки бассейна Онежского озера). Относится к речному бассейну реки Нева (включая бассейны рек Онежского и Ладожского озера).
Код объекта в государственном водном реестре — 01040100812102000013192.